# Callovosaurus
Callovosaurus là một chi khủng long, được Galton mô tả khoa học năm 1980.